# Kim Jong-hyun
Kim Jong-hyun (kor. 김 종현; ur. 21 lipca 1985 r. w Jeonranamdo) – południowokoreański strzelec sportowy, dwukrotny wicemistrz olimpijski. 
Specjalizuje się w konkurencji karabinu małokalibrowego. Zdobył srebrny medal podczas igrzysk olimpijskich w Londynie w 2012 roku w trzech pozycjach (50 m) oraz w Rio de Janeiro w 2016 roku w konkurencji pozycji leżącej.

## Igrzyska olimpijskie
| Igrzyska | Miejscowość    | Konkurencja                                 | Kwalifikacje | Kwalifikacje | Finał                  | Finał                  |
| Igrzyska | Miejscowość    | Konkurencja                                 | Wynik        | Pozycja      | Wynik                  | Pozycja                |
| -------- | -------------- | ------------------------------------------- | ------------ | ------------ | ---------------------- | ---------------------- |
| IO 2012  | Londyn         | Karabin pneumatyczny, 10 m                  | 593          | 17.          | Nie zakwalifikował się | Nie zakwalifikował się |
| IO 2012  | Londyn         | Karabin małokalibrowy, trzy pozycje, 50 m   | 1171         | 5. Q         | 1272,5                 | srebro                 |
| IO 2016  | Rio de Janeiro | Karabin małokalibrowy, pozycja leżąca, 50 m | 628,1        | 3. Q         | 208,2                  | srebro                 |
| IO 2016  | Rio de Janeiro | Karabin małokalibrowy, trzy pozycje, 50 m   | 1170         | 16.          | Nie zakwalifikował się | Nie zakwalifikował się |